# Пронченко Михайло Семенович
Михайло Семенович Пронченко (*7 вересня 1909, с. Вошиве-Покровське — †11 лютого 1942, Кривий Ріг) — український поет, преставник розстріляного відродження.

## Життєпис
Михайло Пронченко народився в селі Вошиве-Покровське, що зараз є містом Апостолове Дніпропетровської області в бідній селянській родині. З дитинства він був змушений наймитувати, одночасно з навчанням у школі. Рано зацікавився українською історією, спадщиною запорозького козацтва.
У 1920-ті роки відбулось становлення Пронченка як поета. 1927 року він видав у Кривому Розі свою першу збірку «Здобуваю надра», що отримала схвальні відгуки від Миколи Хвильового та Дмитра Яворницького. З останнім у нього вподальшому склались дружні стосунки. Був також знайомий і досить довго листувався з Володимиром Сосюрою. Був членом криворізької філії ВУСПП. Друкувався в газетах «Червоний гірник», «Зоря», часописах «Молодняк», «Кривбас». З 1930 року працював у літпрацівником редакції газети «Червоний гірник».
Михайла Пронченка було заарештовано 1932 року за звинуваченнями в українському буржуазному націоналізмі. У 1933 році його було засуджено до п'яти років концтаборів. Заслання Пронченко відбував на Далекому Сході в таборі Тахтамигд. І в таборах, він продовжував писати вірші, які йому доводилося запам'ятовувати аби зберегти. У цей час Пронченко познайомиася з Іваном Багряним, який присвятив йому повість «Розгром» 1948 року.
Із заслання Михайло Пронченко повернувся напередодні війни, наприкінці 1939 року, проте влаштувати далі своє життя було важко, через судимість йому всюди відмовляли у працевлаштуванні. Перед зайняттям Кривого Рогу німцями він десять днів переховувався в плавнях, рятуючись від «зачисток» неблагонадійних підрозділами НКВД.
Після приходу німців Пронченко почав працювати редактором газети «Дзвін», у якій публікувались твори українських письменників і поетів, його авторські вірші, нариси з історії України, спогади відомих українських діячів. В листопаді 1941 року у Кривому Розі вийшла збірка його віршів «Кобза». Проте вже вкінці 1941 року його було звільнено з посади редактора, у січні 1942 року заарештовано, а 11 лютого, разом з іншими працівниками редакції газети «Дзвін» було страчено. Німецькою окупаційною владою було також знищено майже весь тираж збірки «Кобза».
Коли до Кривого Рогу повернулись комуністи — вони продовжували пошуки і знищення тієї невеличкої збірочки віршів «Кобза» (25 віршів і уривків з поем), яку Михайло Пронченко встиг видати у 1941 році, поки радянська влада була «відсутня» на криворізькій землі.
Коли наприкінці 20-го сторіччя Україна здобула Незалежність, то виявилось, що неможливо знайти жодного примірника тієї книжки. Лише у 1994 році в Австралії у письменника Дмитра Нитченка було знайдено один примірник цієї книги, що дозволило перевидати її у 1995 р. Книжка вибраного вийшла в упорядкуванні Миколи Чабана (м. Дніпро) і сина поета Анатолія Пронченка (м. Ужгород). Упорядники додали до виявлених ними поезій розділ спогадів про поета-страдника за Україну.

## Твори
- Забирали останню зернину